# 竹内彩姫
竹内 彩姫（たけうち さき、1999年〈平成11年〉11月24日 - ）は、日本のOLまたは芸能事務所社員。元アイドルであり、女性アイドルグループ・SKE48チームKIIの元メンバーである。愛知県出身。ゼスト制作事業本部メディアリレーションズ&キャスティンググループ所属。

## 略歴
小学生時代は中日ドラゴンズのチアチーム「チアドラキッズ」に所属していた。
2012年11月17日、『第6期生オーディション』に合格。2013年1月1日、元日特別公演において、6期研究生の候補としてお披露目され、2月28日の研究生公演のアンコールにおいて、6期研究生として正式お披露目された。
2015年3月31日、チームKIIに昇格。
2016年5月から6月にかけて実施された『AKB48 45thシングル 選抜総選挙』では31位で、アンダーガールズに選出された。同年8月17日、「金の愛、銀の愛」でSKE48のシングル表題曲において初めて選抜メンバーとなる。同年10月10日、『AKB48グループ ユニットシングル争奪じゃんけん大会in神戸ワールド記念ホール』では6位となり、じゃんけん選抜ユニット『じゃんけん民』に選出された。
2021年2月25日、劇場公演においてグループを卒業することを発表した。同年5月31日をもってSKE48を卒業、6月1日付でゼストに入社、メディアリレーションズ&キャスティング部に所属し、主に広報・宣伝に携わる。

## 人物
愛称は、さきぽん。キャッチフレーズは「あなたを彩るお姫様、目指すはSKE48のスイッチヒッター！」を使用している。
SKE48加入前はプロ野球・中日ドラゴンズのチアリーディングチーム「チアドラゴンズ」のキッズメンバーとして活動していた。好きな野球選手は小田幸平であり、小田の引退後も変わっていない。
小学生時代はバドミントンクラブに所属しており、部長を務めていた。
読書が趣味であり、周囲のことが気にならなくなるほど集中して読む。
フルーツが苦手である。
ゼストではデスクワークが中心で、かつて所属していたSKE48以外も担当する。

## SKE48での参加曲

### シングル選抜曲
SKE48名義
- 「美しい稲妻」に収録
  - 夕立の前 - 「研究生」名義
- 「前のめり」に収録
  - 焦燥がこの僕をだめにする - 「Team KII」 名義
  - 制服を着た名探偵 - 「ドリーミング ガールズ」名義
- 「チキンLINE」に収録
  - キスポジション - 「Team KII」 名義
  - 望遠鏡のない天文台 - 「Passion For You 選抜」名義
- 金の愛、銀の愛
  - ハッピーランキング - 「ランクインガールズ2016」名義
- 意外にマンゴー
  - 奇跡の流星群 - 「Passion For You選抜」名義
  - 円を描く - 「Team KII」名義
- 無意識の色
- いきなりパンチライン
  - 花の香りのシンフォニー - 「Passion For You選抜」名義
  - 誰かの耳 - 「Team KII」名義
- Stand by you
  - 蹴飛ばした後で口づけを  - 「Team KII」名義
  - 神様は見捨てない
- FRUSTRATION
  - ゲームしませんか?  - 「Passion For You選抜」名義
- ソーユートコあるよね?
- 恋落ちフラグ
  - あの頃のロッカー - 「Passion For You選抜」名義

AKB48名義
- 「LOVE TRIP/しあわせを分けなさい」に収録
  - 伝説の魚 - 「アンダーガールズ」名義
- 「シュートサイン」に収録
  - Vacancy - 「SKE48」名義
- 「願いごとの持ち腐れ」に収録
  - 前触れ
- 「#好きなんだ」に収録
  - 自分たちの恋に限って - 「フューチャーガールズ」名義
- 「ジャーバージャ」に収録
  - 愛の喪明け - 「SKE48」名義
- 「センチメンタルトレイン」に収録
  - ある日 ふいに… - 「フューチャーガールズ」名義

### アルバム選抜曲
SKE48名義
- 『革命の丘』に収録
  - 夏よ、急げ!

AKB48名義
- 『サムネイル』に収録
  - 青くさいロック

### その他の参加楽曲
じゃんけん民
- 逆さ坂

### 劇場公演ユニット曲
SKE48 研究生公演「会いたかった」
- 嘆きのフィギュア
- 涙の湘南
- ガラスの I LOVE YOU

SKE48 研究生公演「制服の芽」
- 狼とプライド(アンダー)
- 女の子の第六感

チームKII 5th Stage「ラムネの飲み方」
- フィンランド・ミラクル
- 嘘つきなダチョウ(アンダー)
- Nice to meet you!(アンダー)

チームKII 6th Stage「0start」
- 残念少女
- MARIA(アンダー)

チームKⅡ 7th Stage「最終ベルが鳴る」
- リターンマッチ

## 出演

### 舞台
- オサエロ（2017年8月31日 - 9月4日、あうるすぽっと） - 昭代 役[21]

### ラジオ
- SKE48の岐阜県だって地元ですっ!（不定期出演〈2016年からサブパーソナリティ〉、ぎふチャン）